# Cantherhines
Cantherhines es un género de peces de la familia Monacanthidae en el orden de los Tetraodontiformes.

## Especies
Las especies de este género son:
- Cantherhines cerinus Randall, 2011
- Cantherhines dumerilii (Hollard, 1854)
- Cantherhines fronticinctus (Günther, 1867)
- Cantherhines longicaudus (Hutchins & Randall, 1982)
- Cantherhines macrocerus (Hollard, 1853)
- Cantherhines melanoides (Ogilby, 1908)
- Cantherhines multilineatus (Tanaka, 1918)
- Cantherhines nukuhiva Randall, 2011
- Cantherhines pardalis (Rüppell, 1837)
- Cantherhines pullus (Ranzani, 1842)
- Cantherhines rapanui (de Buen, 1963)
- Cantherhines sandwichiensis (Quoy & Gaimard, 1824)
- Cantherhines tiki (Randall, 1964)
- Cantherhines verecundus (Jordan, 1925)